# Belsize Park (London Underground)

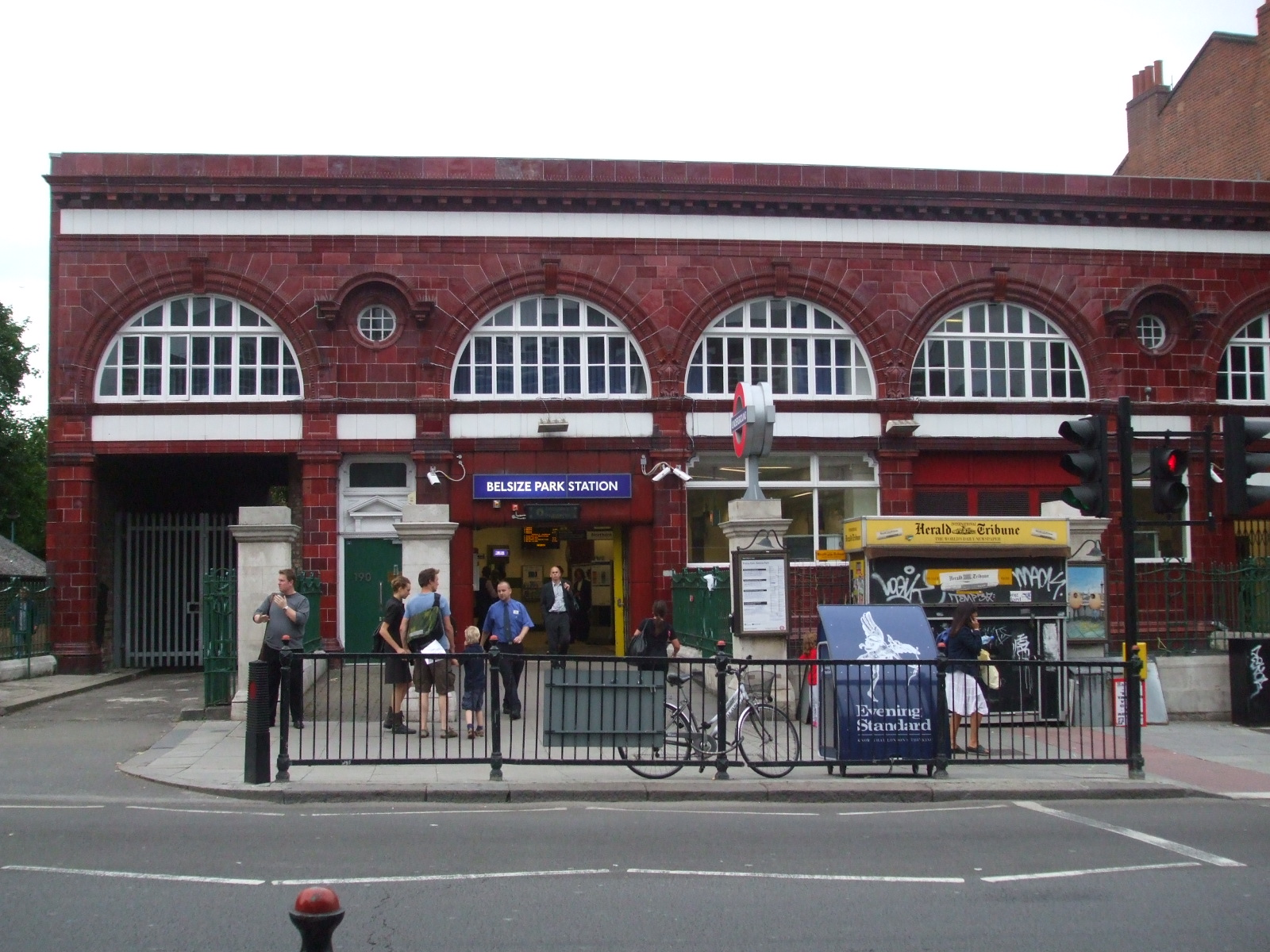
Stationsgebäude

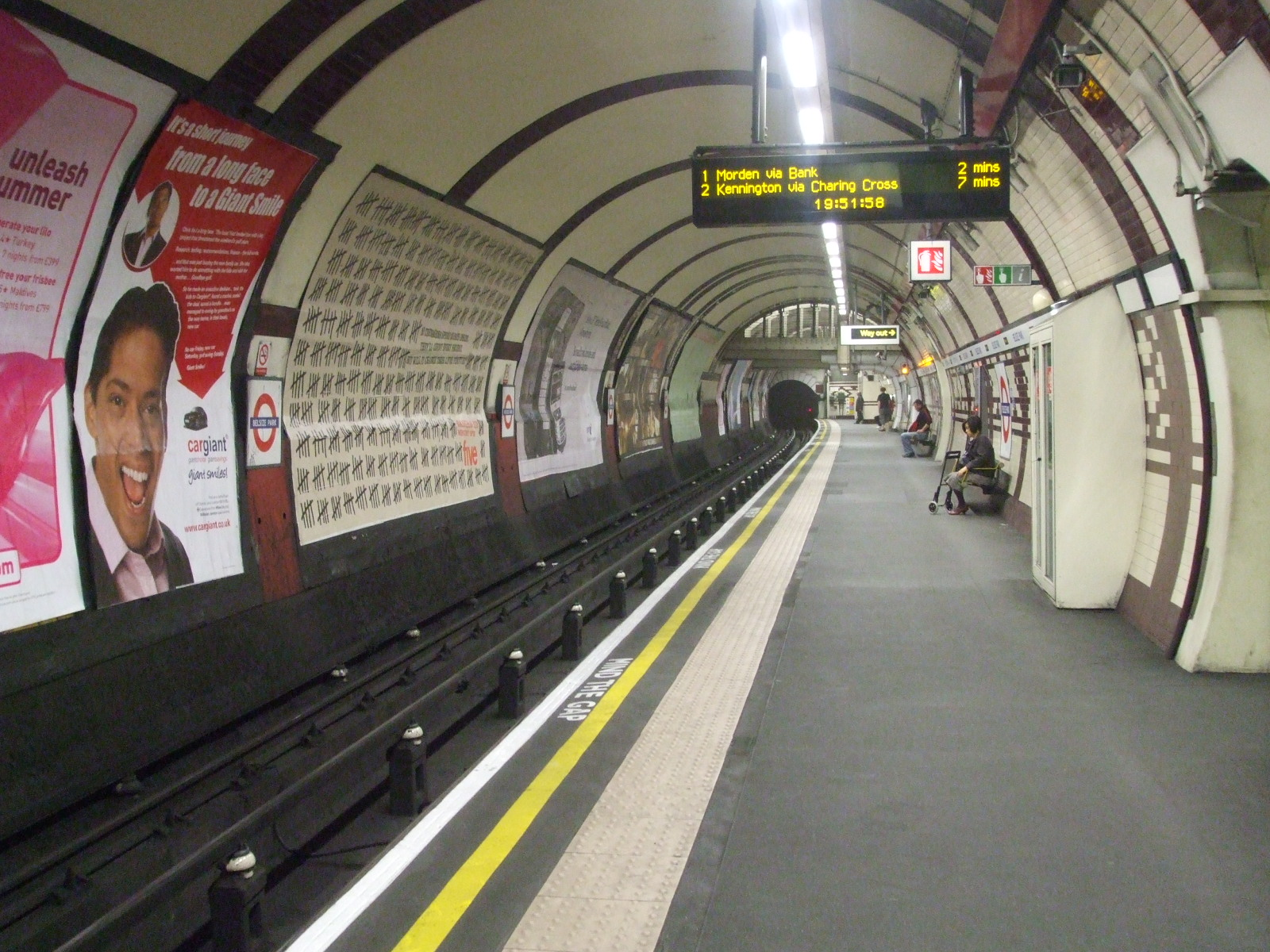
Tunnel in südlicher Richtung

Belsize Park ist eine unterirdische Station der London Underground im Stadtbezirk London Borough of Camden. Sie liegt in der Travelcard-Tarifzone 2 an der Hauptstraße Haverstock Hill. Im Jahr 2013 nutzten 5,84 Millionen Fahrgäste diese von der Northern Line bediente Station. In unmittelbarer Nähe liegt das Royal Free Hospital, das bedeutendste Lehrkrankenhaus in London.
Die Eröffnung erfolgte am 22. Juni 1907 durch die Charing Cross, Euston and Hampstead Railway, eine der beiden Vorgängergesellschaften der Northern Line. Die Bahnsteige liegen 33,2 Meter unter der Erdoberfläche. Belsize Park ist eine von acht Stationen der London Underground, die zwischen 1940 und 1942 zu einem Luftschutzbunker ausgebaut wurden. Dessen Eingänge befinden sich am Haverstock Hill und am Downside Crescent.
Das Stationsgebäude ist ein besonders gut erhaltenes Beispiel der von Leslie Green für die Tochtergesellschaften der Underground Electric Railways Company of London in einem einheitlichen Stil errichteten Gebäude. Typische Merkmale sind die blutroten glasierten Terrakotta-Ziegel, große halbrunde Fenster im oberen Stockwerk und gezahnte Gesimse. Seit 2011 steht das Gebäude unter Denkmalschutz (Grade II).